# 나행 변격활용
나행 변격활용(일본어: ナ行変格活用 나교헨카쿠카쓰요[*], 나교헨카쿠카츠요)는 일본어의 문어문법의 동사 활용 중의 하나이다. 활용어미가 오십음도의 나(ナ)행의 음을 기초로 해서 불규칙적인 변화를 한다. 줄여서 ‘ナ변’이라고도 한다. 이 활용은 ‘死ぬ(죽다)’와 ‘往ぬ(去ぬ)(가다.)’에서만 사용된다. 구어에서는 ‘死ぬ’가 5단활용으로 변화하고 ‘往ぬ(去ぬ)’는 표준어로 사용되지는 않고 방언에서만 사용하게 된다. 조동사 ‘ぬ’도 같은 활용을 한다.

## 나행 변격활용의 예
死ぬ→죽다
- 미연형: な
- 연용형: に
- 종지형: ぬ
- 연체형: ぬる
- 이연형: ぬれ
- 명령형: ね

## 나행 변격활용 동사의 활용
| 기본형    | 활용형 | 활용형 | 활용형 | 활용형 | 활용형 | 활용형 | 활용형 |
| 기본형    | 어간   | 미연형 | 연용형 | 종지형 | 연체형 | 이연형 | 명령형 |
| --------- | ------ | ------ | ------ | ------ | ------ | ------ | ------ |
| 去ぬ→가다 | 去     | な     | に     | ぬ     | ぬる   | ぬれ   | ね     |
| 死ぬ→죽다 | 死     | な     | に     | ぬ     | ぬる   | ぬれ   | ね     |